# Gino Munaron
 Gino Munaron  va ser un pilot de curses automobilístiques italià que va arribar a disputar curses de Fórmula 1.
Gino Munaron va néixer el 2 d'abril del 1928 a Torí, Piemont, Itàlia.

## A la F1
Va debutar a la primera cursa de la temporada 1960 (l'onzena temporada de la història) del campionat del món de la Fórmula 1, disputant el 7 de febrer del 1960 el GP de l'Argentina al Circuit Oscar Alfredo Gàlvez.
Gino Munaron va participar en quatre proves puntuables pel campionat de la F1, disputades totes en la temporada 1960 aconseguint un tretzè lloc com a millor resultat i no assolí cap punt pel campionat del món de pilots.

## Resultats a la Fórmula 1
| Any  | Equip                        | Xassís   | Motor    | 1      | 2   | 3   | 4   | 5   | 6       | 7      | 8   | 9       | 10  | Posició | Punts |
| ---- | ---------------------------- | -------- | -------- | ------ | --- | --- | --- | --- | ------- | ------ | --- | ------- | --- | ------- | ----- |
| 1960 | Gino Munaron                 | Maserati | Maserati | ARG 13 |     |     |     |     |         |        |     |         |     | -       | 0     |
| 1960 | Scuderia Eugenio Castellotti | Cooper   | Ferrari  |        | MON | 500 | HOL | BEL | FRA Ret | GBR 15 | POR | ITA Ret | USA | -       | 0     |

### Resum
| Curses: | Victòries: | Pòdiums: | Poles: | Voltes ràpides: | Punts: |
| ------- | ---------- | -------- | ------ | --------------- | ------ |
| 4       | 0          | 0        | 0      | 0               | 0      |